# Condor Films
Condor Films ist ein Schweizer Medienunternehmen, das sich mit der Produktion von Fernseh- und Kinowerbespots, Dokumentar- und Spielfilmen, der Konzeption und der Produktion von Unternehmensfilmen, Corporate TV sowie interaktiven Multimedia-Lösungen und Fernsehformaten beschäftigt. Hauptstandort des Unternehmens ist das Studio Bellerive in Zürich.

## Geschichte

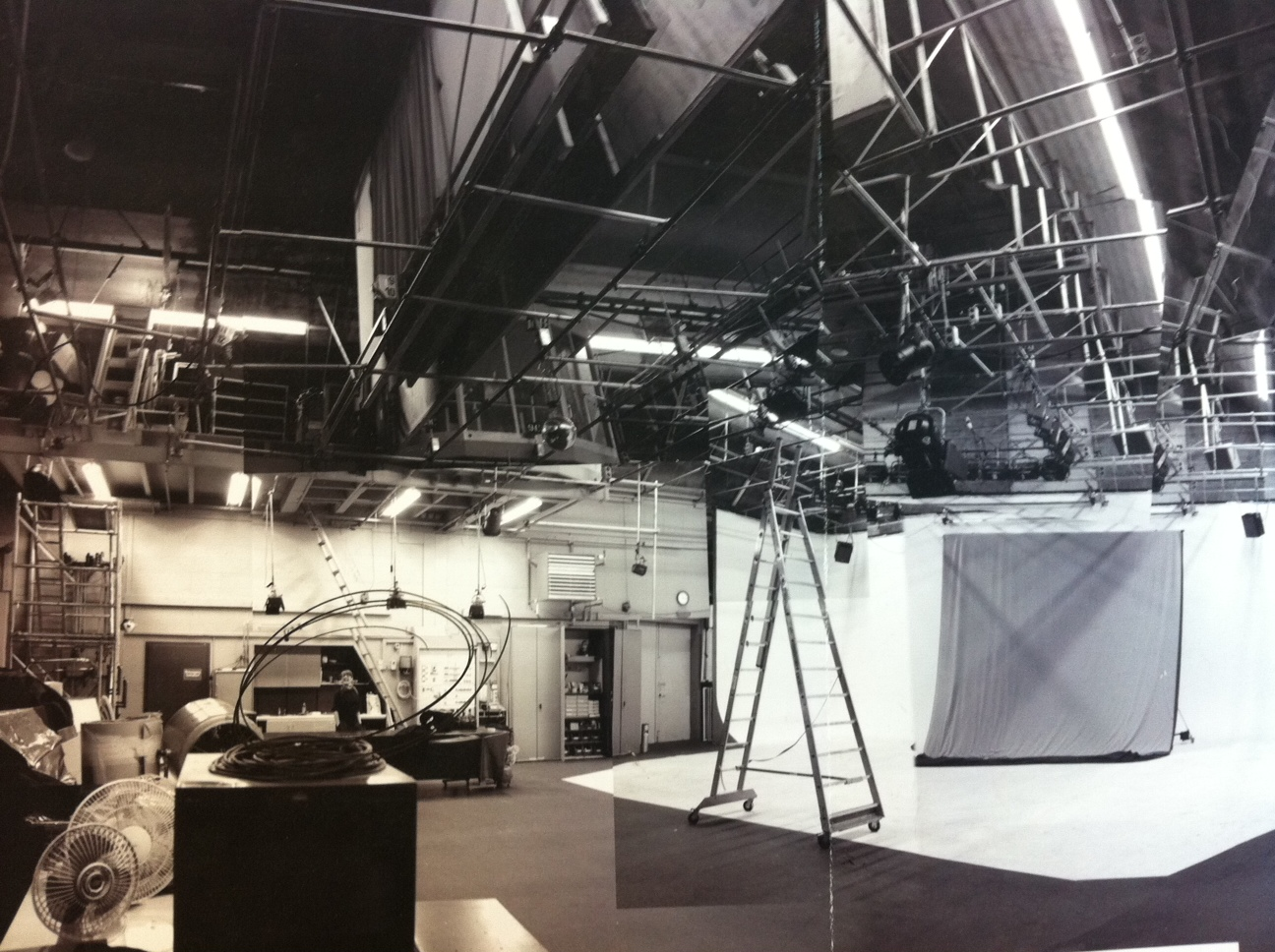
Studio Bellerive, Condor Films

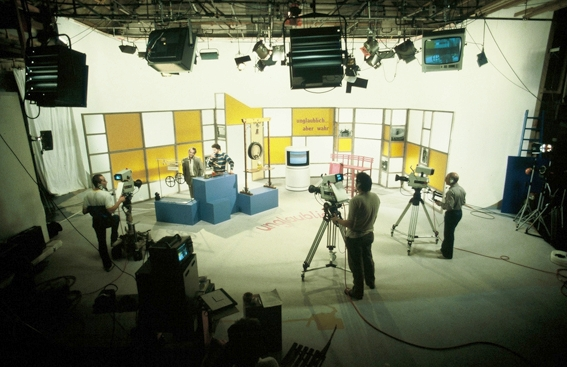
Dreh TV-Serie im Studio Bellerive

Condor Films wurde 1947 von Heinrich Fueter als Condor-Film A.G. gegründet. Als Büroräumlichkeiten diente ein Zimmer an der Seefeldstrasse 35 in Zürich. Das Mobiliar stellte eine benachbarte Galerie leihweise zur Verfügung. Die mit Fueter seit 1940 verheiratete Anne-Marie Blanc, mit der er drei Söhne hatte, steckte einen erheblichen Teil der Ersparnisse in das neugegründete Unternehmen. Innert weniger Jahre entwickelte sich Condor Films zur führenden Produktionsfirma Schweizer Auftragsfilme. Ab Ende der fünfziger Jahre wurde Condor Films für eine Vielzahl von Spielfilmregisseuren und für die Filmtechniker der Schweiz in schwierigen Jahren zu einem überlebenswichtigen Standbein, dank dem die finanziellen Unabwägbarkeiten des Spielfilmgeschäfts bewältigt werden konnten. 1964 gründete der Sohn des Firmengründers, Martin A. Fueter, die Geschäftseinheit Condor Commercials (damals: Reklamefilme) und wurde damit in der Schweiz zum Pionier des Werbefilms.
Im Jahr 1956 erfolgte die Expansion nach Deutschland mit der Deutschen Condor GmbH, an welcher Günther Stapenhorst als Seniorpartner mit einem Minderheitsanteil beteiligt war. Von 1959 an verfolgte die Condor Films den Plan, gemeinsam mit dem Schweizer Fernsehen DRS ein Filmstudio für Film und Fernsehen im Leutschenbach zu betreiben. Trotz Unterstützung der Stadt Zürich und der Gründung einer Filmstudio AG, an der Lazar Wechsler, der Baupionier Ernst Göhner, Migros-Gründer Gottlieb Duttweiler und Artur Brauner beteiligt waren, scheiterte das Vorhaben. 1961 verkaufte die Condor Films das deutsche Tochterunternehmen, um fortan den Markt in Deutschland direkt aus der Schweiz heraus weiter zu bearbeiten. Im selben Jahr gründete das Unternehmen die «Condor Finanz AG», um für die Zukunft Film- und Fernsehinvestitionen grösseren Ausmasses zu ermöglichen. 1973 übernahm die Condor Films die Genfer Nicofilm SA im Rahmen einer räumlichen und technischen Reorganisation. 1981 erwarb die Condor Films das Konkurrenzunternehmen Rincovision von Ringier, zusammen mit dem Recht, den Namen Rincovision noch bis 1984 weiter zu verwenden.
1987 eröffnete die Condor Films AG ein Zweiggeschäft in Los Angeles, 2001 folgte eine Tochterfirma in Berlin.
1991 gewann der Film Reise der Hoffnung von Xavier Koller einen Oscar in der Kategorie Bester fremdsprachiger Film, an welchem Condor als Produzent beteiligt war.
Das Unternehmen trat unter verschiedenen Markennamen auf, darunter Condor Productions, Condor Communications, Condor Corporate, Condor Commercials, Condor Features, Condor Audiovisuals, Studio Bellerive und Condor Pictures sowie Condor Documentaries. 2009 wurde der Auftritt unter einer neuen Dachmarkenstrategie vereinheitlicht.
Die Produktionsfirma war bis 1986 im Besitz der Gründerfamilie und einiger Minderheitsaktionäre aus dem Freundeskreis der Gründerfamilie. Von 1987 bis 2005 hielt das Zürcher Medienhaus Tamedia die Aktienmehrheit. 2005 wurden die Aktien der Tamedia von einer Gruppe um Geschäftsführer Kristian Widmer im Rahmen eines Management-Buy-outs übernommen. 2008 übernahm Kristian Widmer die Geschäftsführung und hielt die Aktienmehrheit am Unternehmen, die Gründerfamilie ist nach wie vor mit einem Minderheitsanteil beteiligt.
2006 wurde die TV-Produktionsfirma FaroTV GmbH übernommen und in die Unternehmensgruppe als 100-prozentiges Tochterunternehmen eingegliedert. 2019 wurde die FaroTV wieder eigenständig.
Ab dem 1. Mai 2012 konnte Condor Films die Hollywood-Regisseure Nicolas Winding Refn und Asger Leth für sich gewinnen, sie werden exklusiv für Schweizer Werbefilmaufträge von Condor vertreten. Seit 2012 ist das Unternehmen auch Lehrlingsbetrieb und bildet Mediamatiker aus. 2013 produzierte das Unternehmen erstmals in seiner Firmengeschichte eine Episode für eine chinesische TV-Serie für die in China ansässige Taurus Group.
Im Dezember 2019 gab der Banker und Kameramann Hans Sÿz die Übernahme der Aktienmehrheit am Unternehmen bekannt. In einem Interview mit der Neue Zürcher Zeitung kündigte er an, zukünftig nicht nur wieder die Aktivitäten im Spielfilmbereich wiederbeleben zu wollen, sondern FaroTV als rechtlich eigenständige Unternehmenseinheit auszugliedern, ebenso wie die Unternehmensfilme als Condor Corporate AG.
Condor Films ist Gründungsmitglied des International Quorum of Motion Picture Producers IQMPP und Mitglied der Swissfilm Association (SFA).

## Filmographie (Auswahl)

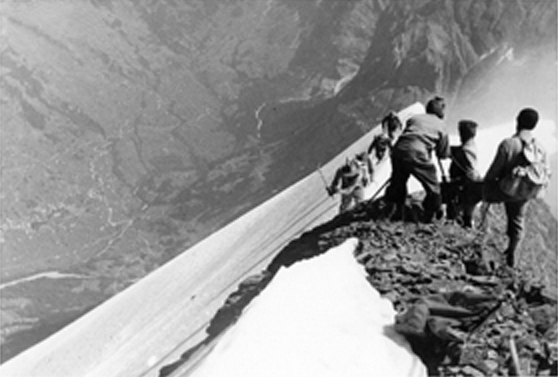
Grat am Himmel, Gestaltung und Kamera: Otto Ritter, Dokumentarfilm, 1947

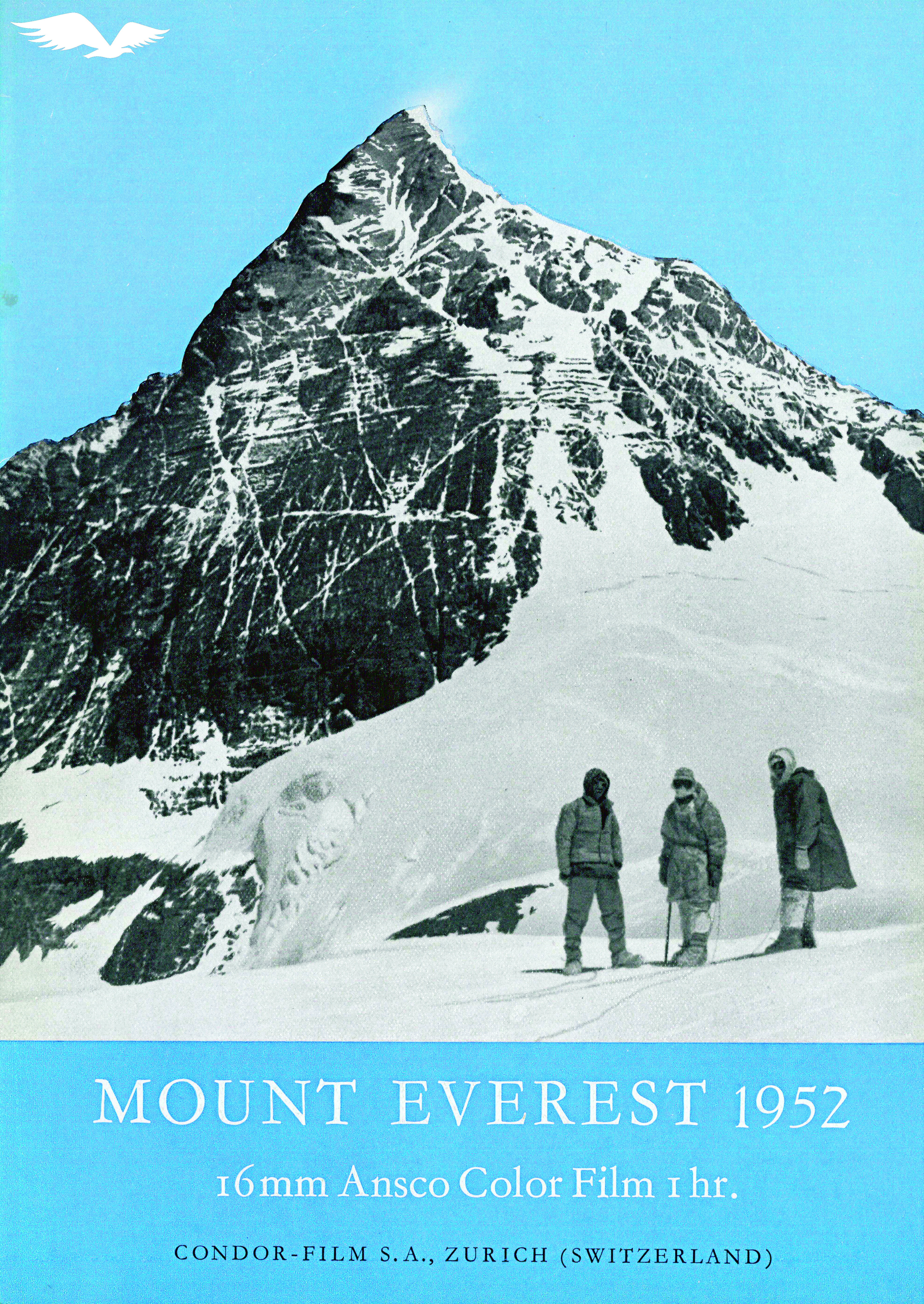
Mount Everest, 1952

Robert Freitag, Werbefoto für Imagefilm: Im Cockpit der Swissair für Swissair Jack Metzger, Comet Photo, Bildarchiv ETH-Bibliothek, 1959

Liselotte Pulver und Paul Hubschmid, Werbefoto: Hans Gerber, Comet Photo, Bildarchiv ETH-Bibliothek, für Swissair-Imagefilm … This is your Captain speaking!, Zürich, 1968

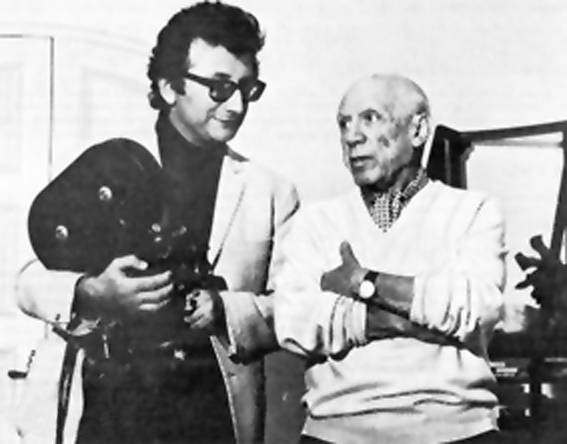
Lucien Clergue und Pablo Picasso, 1973

Unter anderem zeichnet Condor Films verantwortlich für:
- Werbefilme für Kino und TV u. a. für Credit Suisse, UBS, Schweiz Tourismus, McDonald’s, Fiat, Orange und Migros,
- Imagefilme und Produktefilme u. a. für Zurich Financial Services, RUAG, Coop, BMW und ABB Ltd.,
- interaktive Online-Applikationen u. a. für Gerber, PostFinance, IWC Schaffhausen,
- szenische Auftragskurzfilme u. a. für IWC Schaffhausen mit John Malkovich und Jean Reno
- Circlevision- (Das Geheimnis der Sicherheit), 4D-Motion-Simulator- (Highway (2002, Xavier Koller)), Vistavision-Dome und 70-mm-Filme u. a. mit den Regisseuren Xavier Koller, Dani Levy, Michael Ballhaus und Michael Steiner
- 3D-Filme für das Paul Scherrer Institut (PSI)
- Branded Entertainment für Subaru, Swisscom, Helsana, Edelweiss Air, Hill’s Pet Nutrition, Dyson und Weight Watchers.
- Dokumentarfilme wie Building The Gherkin mit Norman Foster[29][30], „Replay“ über Roger Federer, Pablo Picasso oder von der Schweizer Mount-Everest-Expedition 1952,
- Spielfilme für Kino und TV u. a. mit Gérard Depardieu, Richard Chamberlain, Julian Sands, Anja Kling, Michael Gwisdek, Meret Becker, Lars Rudolph und Regisseuren wie Daniel Schmid, Jan Švankmajer, Xavier Koller, Samir, Nicolas Gessner, Rolf Lyssy und Dani Levy,
- Musikvideos u. a. mit Carmen Electra für die Bloodhound Gang.

Ebenso ist Condor Films durch ihre Tochter FaroTV aktiv beteiligt an eigenentwickelten Fernsehformaten wie (aktuelle Auswahl):
- der Late-Night-Comedy-Quiz-Show Metzgete – Heiteres Prominentenraten auf SRF1 mit Beat Schlatter und Fabian Unteregger
- das TV-Magazin Beobachter TV mit Roland Luder am Schweizer Fernsehen auf SRF 1 und SRF zwei[31],
- das Tiermagazin Tierische Freunde für das Schweizer Fernsehen auf SRF 1 mit Nina Havel[32],
- das Reisemagazin Die HolidayChecker mit Tanja Gutmann für Sat.1 Schweiz,
- die Dokusoap Leichter Leben mit Viktor Röhtlin und Hausi Leutenegger für das Schweizer Fernsehen auf SRF 1,
- die Dokusoap Tapetenwechsel für das Schweizer Fernsehen auf SRF 2,
- die Zügelshow Move in! mit Viola Tami für Sat.1 Schweiz,
- die Wunscherfüllungs-Show Celebrations für Sat.1 Schweiz,
- die Gameshows Joya rennt mit Andrea Jansen für Sat.1 Schweiz,

sowie an TV-Auftragsproduktionen wie:
- der Herstellung der ersten drei Staffeln Bauer, ledig, sucht… mit Andrea Jansen und Marco Fritsche im Auftrag von 3plus
- der Auftragsentwicklung und der Produktion der Casting-Show Einer wie Beni mit Bernard Thurnheer für das Schweizer Sportfernsehen (SSF),
- die Samstagabendshow Happy Day für das Schweizer Fernsehen auf SRF 1,
- die Reality-Soap Chor auf Bewährung für das Schweizer Fernsehen auf SRF 2,
- die Serie Alpen-Internat, 1992[33].
- TV-Magazine und -Reportagen für Gofus und BNP Paribas Zurich Open, Internationale HSG Alumni Konferenz 2008, Internationale HSG Alumni Konferenz 2010

und an Event-TV-Produktionen wie:
- Stade de Suisse TV (bis 2008),
- UEFA EURO 2008,
- Seat Beach Volleyball Cup Gstaad
- Terre des hommes Charity Gala 2011

Dokumentarfilm
- 1947:Grat am Himmel, Gestaltung und Kamera: Otto Ritter

Vorstellungsfilme (Auswahl)
- 1953: Vom kleinen Ich zum grösseren Wir, für Kaufmännischer Verband Schweiz, KVS, Regie: Hans Trommer, Kamera: Otto Ritter, 20:37 Minuten.
- 1958: Un certain jour, französisch, für Pro Senectute, Gestaltung und Kamera: Otto Ritter, 13:11 Minuten.
- 1958: Unsichtbare Schranken, für Schweizerische Hörbehindertenverband Sonos, Gestaltung und Kamera: Otto Ritter

Imagefilme (Auswahl)
- 1959: Im Cockpit der Swissair, Regie: Nicklaus Gessner, Drehbuch: Richard Schweizer, Kamera: Georges von Weissenflüh
- 1967: …This is your Captain speaking, Aufnahmeleitung: Olivier Guignard, Kamera: Georges von Weissenfluh

Spielfilme (Auswahl)
- 1988: Klassezämekunft, Regie: Walter Teuber, Peter Stierlin
- 1991: Reise der Hoffnung, Regie: Xavier Koller, Kamera: Elemér Ragályi
- 2024: Friedas Fall, Regie: Maria Brendle, Kamera: Hans Syz

## Auszeichnungen (Auswahl)
Internationale Filmbiennale Venedig

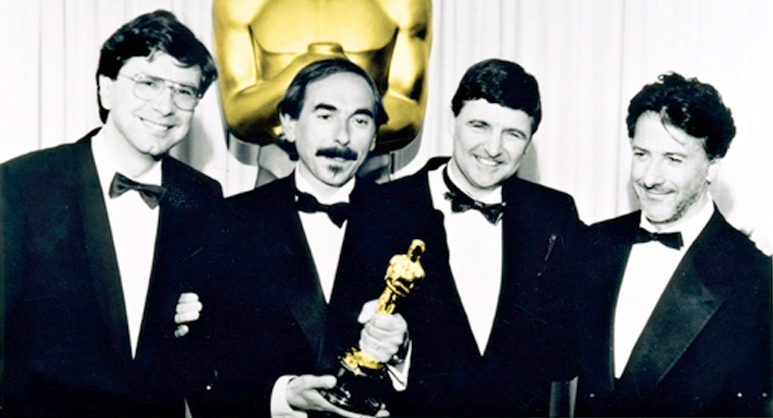
Academy Award, 1991, Crew des Schweizer Films Reise der Hoffnung, produziert von Condor Films, Gewinner des Oscars 1991 für den besten fremdsprachigen Film. V. l. n. r. Alfi Sinniger, Produzent, Xavier Koller, Regisseur, mit Oscar-Trophäe, Peter-Christian Fueter, Produzent, Dustin Hoffman, überreichte den Preis

- 1949: Erster Preis für den Film Und dein Bruder?[34]

New York Festivals International Film and TV Awards
- 1981: Gold für Via Retica con musica, Andante und Fenjal Provence[34]
- 2006: Bronze für Ein fast perfekter Plan (Kunde: Chocosuisse)[35]

Oscar
- 1991: Bester fremdsprachiger Film für Reise der Hoffnung[12]

World Luxury Award
- 2010: Gold für Spirit of Navigation (Kunde: IWC Schaffhausen) in der Kategorie Jewellery & Watches[36]

Cannes Lions
- 2011: Bronze Lion für Switzerland - More than Mountains (Kunde: Schweiz Tourismus, Agentur: Spillmann/Felser/Leo Burnett)[37]

ADC Awards
- 2008: Shortlist für Sympany Coffeeshop (Kunde: Sympany), Producer[38]
- 2009: Shortlist für Cabaret Voltaire Zürich wird verkauft (Trägerverein Cabaret Voltaire), Producer[39]
- 2010: Bronze für Schweiz Tourismus Berghütte (Kunde: Schweiz Tourismus), Producer[40]
- 2010: Shortlist für Sympany Bewerbung (Kunde: Sympany), Producer[41]
- 2011: Shortlist für ADC 10 Carrara Film (Kunde: ADC Schweiz), Agentur[42]
- 2014: Evergreen für BAG "Love Life" (Kunde: Bundesamt für Gesundheit), Produktion[43]
- 2018: Evergreen für Bank Coop Wohlstand mit Anstand (Kunde: Bank Coop), Filmproduktion[44]

## Weiteres
Von 2015 bis Anfang 2017 war die Condor Films Herausgeberin von Filmpuls, einem Online-Magazin, welches während dieser Zeit auch als hochwertiges Print-Magazin an Kunden des Unternehmens verteilt wurde. 2017 wurde das Magazin von der Gründerfirma komplett losgelöst und in ein eigenes Unternehmen überführt.